# Carex finitima
Carex finitima är en halvgräsart som beskrevs av Francis M.B. Boott. Carex finitima ingår i släktet starrar, och familjen halvgräs.

## Underarter
Arten delas in i följande underarter:
- C. f. attenuata
- C. f. finitima